# 三高氯酸钒酰
三高氯酸钒酰，又称三高氯酸氧钒，化学式VO(ClO4)3，是一种金黄色的液体或晶体。它是共价化合物，有很强的挥发性。

## 制备
三高氯酸钒酰可以由五氧化二钒和七氧化二氯在 5 °C 下化合而成。在 21 °C 下，该反应的产物会被提纯和重新结晶。
一种合成三高氯酸钒酰水溶液的方法是把五氧化二钒在高氯酸里溶解而成。
五氧化二钒和六氧化二氯反应，也可用于制备VO(ClO4)3：
2 V2O5 + 12 Cl2O6 -> 4 VO(ClO4)3 + 12 ClO2 + 3 O2

## 性质
它和三氯氧钒反应，生成另一种高氯酸盐（VO2ClO4）：
4 VO(ClO4)3 + 2 VOCl3 → 6 VO2ClO4 + 6 ClO2 + 3 Cl2 + 3 O2

## 相关化合物
其它钒的高氯酸盐包括高氯酸双氧钒，化学式VO2ClO4，含有 VO2+离子； 二高氯酸钒酰，又称二高氯酸氧钒，化学式VO(ClO4)2，会在水中分解；高氯酸钒(III)，水溶液是青色的， 和大部分V(III) 离子溶液的颜色（绿色）不太一样。